# 柯頓島
67°30′S 63°38′E / 67.500°S 63.633°E
柯頓島（英語：Kirton Island）是南極洲的島嶼，位於麥克羅伯特森地，屬於羅賓遜島群的一部分，處於戴利角以西6公里和麥克林島以南3公里，由挪威製圖師根據該國探險隊的空中照片繪入地圖。